# محوطه کهنه‌کند
محوطه کهنه کند مربوط به دوران‌های تاریخی پس از اسلام است و در شهرستان تاکستان، بخش ضیاآباد، روستای سگز ناب واقع شده و این اثر در تاریخ ۲۵ اسفند ۱۳۸۰ با شمارهٔ ثبت ۵۵۳۴ به‌عنوان یکی از آثار ملی ایران به ثبت رسیده است.